# 2015年のエベレスト雪崩事故

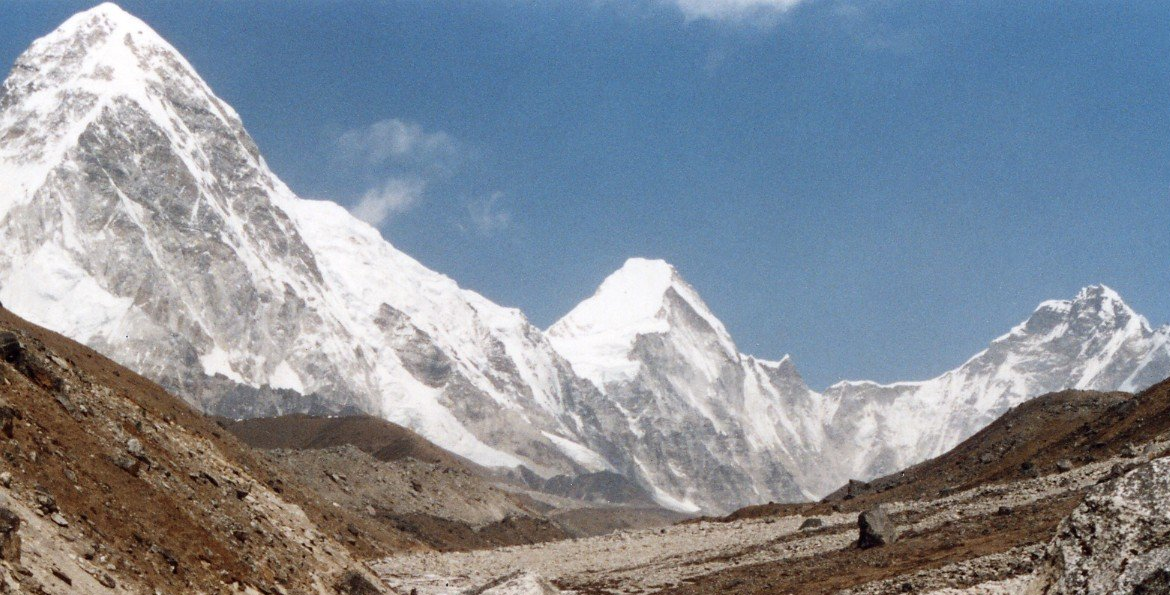
南ベースキャンプ付近にある3つの峰で、左からプモリ・リントレン・クンブツェ。キャンプを襲った雪崩はプモリ―リントレン間の山腹を起点に生じたと報告されている。

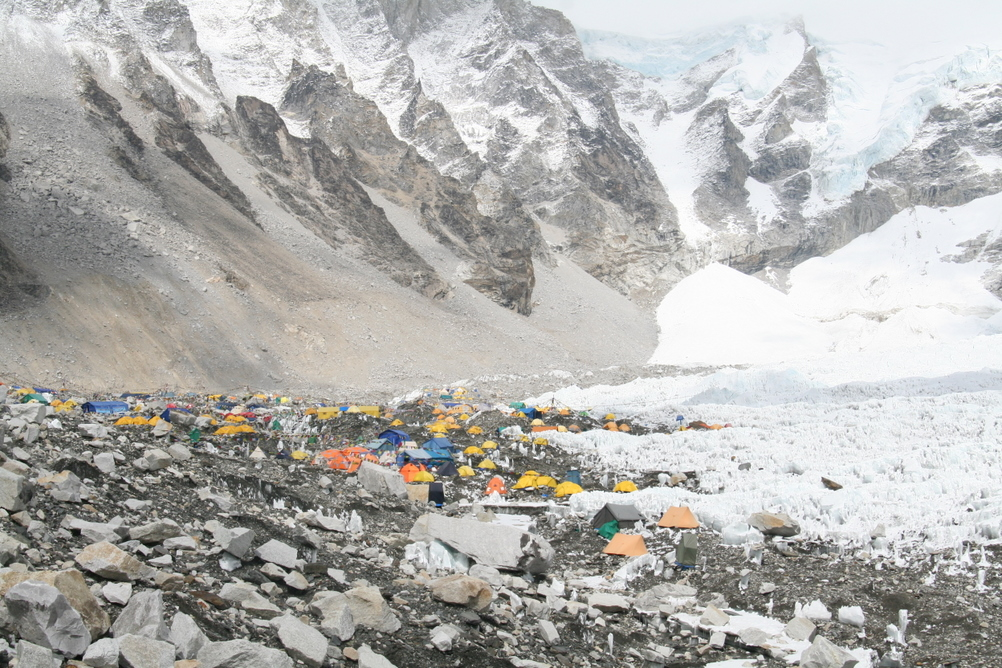
平常時のネパール側（南側）エベレスト・ベースキャンプの様子（2008年5月6）。

2015年のエベレスト雪崩事故（2015ねんのエベレストなだれじこ）では、2015年にエベレスト周辺で発生し人的被害をもたらした雪崩について記述する。2015年4月25日午後、モーメント・マグニチュード7.8の巨大地震（2015年ネパール地震）がネパールとその周りの国を襲った。地震の揺れによってプモリの山腹で雪崩が生じ、ネパール側（南側）のエベレスト・ベースキャンプに流れ込んだ。少なくとも22人が死亡し、それまででエベレスト最悪の死者数を出していた2014年のエベレスト雪崩事故の記録を更新する災害となった。

## 雪崩
エベレストは震央から220キロメートル東にあり、揺れに見舞われた時点で700人から1000人が山中または付近の地域に入っていた。ベースキャンプには359人の登山者がいた。2014年シーズンは16人の犠牲者を出した雪崩（2014年のエベレスト雪崩事故）の影響で登頂が困難となったため、前年からの再挑戦となる者も多くいた。地震の揺れが到来すると複数の大規模な雪崩がエベレストやその周辺で生じた。中でも南側ベースキャンプの近くにあるプモリ山腹で発した雪崩はキャンプに流れ込み、クンブ氷河上に張られたテントをなぎ倒しながら、クンブ氷瀑の基部にあたる lower Icefallへ向けて進んだ。インド陸軍山岳チームは南側ベースキャンプで19人の遺体を収容し、下山できなくなっていた61人の登山者を救助した。
負傷者は少なくとも61人で、当初の報告では数十人が所在不明とされた。加えて多数の登山者がベースキャンプより上に取り残され、安全な下山ルートを失った。

## 救出活動
地震翌日の4月26日午前にはヘリコプターが到着し、救出活動を開始した。重傷者22人を付近の集落ペリチェへ搬送したところで悪天候のため救出は一時中断された。ペリチェは登山者にとって重要な立ち寄り地で、ヒマラヤレスキュー協会から派遣された有志の医師らをスタッフとする簡素な病院が設置されている。
報道によればその日の遅くに数人の登山者がキャンプI（ベースキャンプの上にある最初のキャンプ）からヘリコプターで助け出されたが、100人程度の登山者がなおキャンプIとIIで下山路を失っていた。キャンプIに残された登山隊はクンブ氷瀑を通るルートを修復することにした。4月26日にはヘリコプターによってキャンプIに装備が投下され、シェルパや登山ガイドたちがルートの再構築を始めた。これと並行して、ベースキャンプから分遣されたチームも下側からルート工作を行った。しかし、雪崩が再発したことで作業は失敗に終わった。氷瀑の上を渡すために用意されていた梯子の多くが流されてしまい、さらに報道によればクンブ氷瀑にいた3人のシェルパが死亡し、死者は合計24人に達した。これ以上の救出は4月27日にヘリコプターで行われた。ベースキャンプにいた登山者たちは雪崩の翌日に現地の様子をTwitterに投稿した。山中に残された人たちの間では「大きな孤独感」や「大変な不安定さ」が広がり、このエリアにまるで核爆弾が落とされたように感じたという。Facebookにコメントしたある登山家は、上方に取り残された人たちは「捨て鉢になってきている」と述べた。4月27日にはキャンプIとIIからそれぞれ60人と170人が救出された。4月25日の時点で17人の遺体が見つかり、27日にはさらに1人の遺体が発見された。また4月26日にはカトマンズ・メディカル・カレッジ (KMC) 病院に収容されていた重傷者の1人が亡くなった。

## 死者
ネパール山岳協会は4月28日に死者19人と報告した。うち10人はネパール人シェルパ、5人はネパール国外の登山者と特定された。残る4人の名前はその時点では特定されなかった。5人の国籍の内訳はアメリカ合衆国が2人、中国・オーストラリア・日本がそれぞれ1人だった。一方で、4月27日のナショナルジオグラフィックの報道では死者24人と伝えられている。
Googleの重役であるダン・フレディンバーグはこの災害の犠牲者の1人である。彼はGoogleの社員3人とともに、Google Earthに類似した将来的なプロジェクトに使うために、このエリア周辺の地図を作成していた。また他に3人のアメリカ人が死亡したことも確認された。

## 2015年登山シーズンへの影響
雪崩でルート上の難所であるクンブ氷瀑に掛けられていた梯子が損傷していたが、それにもかかわらず、一部の登山者たちはすぐに登山続行の許可をネパール政府に申し出た。政府は4月29日までの期限で登山を許可した。ネパール観光局局長の Tulsi Gautamは「梯子は2、3日のうちに修復され、登山は続くだろう。彼らの探検を止める理由は何ものにもない」「次の地震が起きるという科学的根拠はない（中略）そして、地震の余波にもかかわらず、我々は登山を行うに十分なほど地面が安定していると感じている」とコメントした。
その後、氷瀑の上を進むルートを閉鎖することがアナウンスされ、前年に続いて2年連続でエベレストは雪崩のために閉山することになった。5月12日に2度目の地震が起きた後、ネパール・エクスペディション・オペレーター協会の会長であるDambar Paraiuliは、ベースキャンプに登山者やネパール人シェルパは誰も残っていないと語った。結果として2015年春シーズンには誰一人としてエベレスト登頂を果たせず、41年振りに登頂者のいないシーズンとなった。
2015年8月には1件のみの登山許可が日本人登山家の栗城史多に出された。彼はモンスーン後の秋季にあたる10月に山頂の700メートル下に達したものの、そこで撤退した。栗城はこれ以前にも4回エベレストに挑んでおり（いずれも登頂失敗）、その過程で凍傷により親指以外の全ての指を失っていた。